# Navarin (cuirassé)
Pour les articles homonymes, voir Navarin.
Le Navarin (en russe : Наварин), est le premier cuirassé pré-dreadnought de la Marine impériale russe possédant des armes classiques : 4 canons de 305 mm placés dans les deux tourelles à la proue et à la poupe et des batteries de canons de 152 mm dans la partie centrale. Il fut le quatrième navire de guerre de la flotte de la Baltique. Construit sur le modèle des cuirassés britanniques de la classe Trafalgar, la construction du Navarin débuta à l'île Galerniy à Saint-Pétersbourg le 13 juillet 1889. Il est conçu pour de grandes expéditions en haute mer, y compris en Extrême-Orient. 
Le Navarin prend part à la répression lors de la révolte des Boxers en 1900, il sert dans la flotte de la Baltique. Lors de la déclaration du conflit russo-japonais en 1904, il est affecté au 2e escadron du Pacifique. Il est coulé à la bataille de Tsushima le 28 mai 1905. Seuls quatre marins ont la vie sauve après quatre jours passés dans l'eau.

## Historique
Le lancement du Navarin est programmé pour le 64e anniversaire de la bataille de Navarin (20 octobre 1827).

### Carrière dans la Marine impériale de Russie
Le 5 octobre 1893, le Navarin commença sa première expédition en mer, afin de procéder à des essais. Le cuirassé fut placé sous le commandement du capitaine de 1er rang Piotr Alexeïevitch Bezobrazov (1845-1906).
En juillet 1894, malgré des travaux non achevés, le Navarin entame sa seconde expédition en mer (parties manquantes : une partie du blindage et de l'artillerie). Les essais en mer durèrent deux jours, au cours desquels il fut constaté que les machines développaient une puissance de 9 000 cv très insatisfaisante.  Après diverses modifications, le 29 septembre 1894, le navire put développer une vitesse de 16,3 nœuds (30 km/h) avec 10 107 tonnes de déplacement. Le 10 novembre de la même année, le cuirassé développa une puissance de 9 194 chevaux et une vitesse de 15,85 nœuds (29 km/h), 16,14 nœuds (30 km/h) au maximum. Sous le commandement du contre-amiral B.K de Livron, de nouveaux essais eurent lieu en 1895. Ces tests débutèrent le 12 septembre 1895. Le 10 mai 1896, une nouvelle expédition débuta pour le cuirassé. Le même jour, le pavillon du contre-amiral Pavel Petrovitch Andreïev, nommé commandant des navires en Méditerranée, fut hissé. Le 11 juillet 1896, un nouveau commandant succéda au contre-amiral, le capitaine de 1er rang Piotr Alexeïevitch Bezobrazov (grade correspondant à celui de colonel dans l'infanterie ou l'armée de l'air). Il dirigeait 616 officiers et marins.
Le 7 juillet 1896, le Navarin accosta dans le port de Kiel. D'autres ports reçurent la visite du cuirassé russe : Kristiansand, Portland. Le 27 du même mois, le bâtiment de guerre jeta l'ancre dans le port de Cadix. Puis ce fut l'Algérie, Le Pirée. Le Navarin quitta Le Pirée, le 10 septembre 1896 et prit la direction de la baie de Mersin et, après cinq jours de navigation, il mouilla de nouveau dans le port du Pirée où il resta ancré jusqu'au 13 octobre 1896. Puis il mit le cap sur le la baie de La Canée où il stationna jusqu'au 3 novembre 1896. Au cours de cette période, le cuirassé effectua des tirs de 152 mm et d'obus de moindre calibre.
Du 6 novembre  au 12 décembre 1896, le bâtiment de guerre resta ancré dans le port de Smyrne, puis au Pirée. En 1897, le navire se rendit dans l'île de Poros.

Le début de l'année 1897, est marqué par des affrontements entre Grecs et Turcs (guerre gréco-turque). L'île de Crète fut encerclée par des forces navales internationales, dont la Russie. 
En décembre 1897, devant l'augmentation de la puissance militaire japonaise dirigée de manière explicite contre la Russie, il fut décidé de créer une escadre du Pacifique : elle fut constituée par un grand nombre de navires de la flotte de la Baltique, dix cuirassés et d'autres navires de différents types, dont la plupart n'étaient pas encore construits. Une mesure urgente fut prise : l'envoi en Extrême-Orient du Navarin et du Grand Sissoï. 

#### Les années de paix en Extrême-Orient
En janvier 1898, le Navarin largua les amarres et mit le cap sur le Pacifique avec 608 membres d'équipage placés sous le commandement du capitaine de 1er rang Ienicha. Avant d'emprunter le canal de Suez, il fit escale à Port-Saïd afin de reconstituer sa réserve de bois et de munitions. Le capitaine de 1er rang Ienicha avait également prévu de reconstituer le stock de carburant et d'eau et il ordonna aux autorités portuaires d'approvisionner le navire. Mais profitant de l'agitation généralement liée à la préparation du passage du canal, ils trompèrent les marins en ne livrant qu'une partie des provisions. La fraude fut immédiatement découverte. C'est pour cette raison que le bâtiment de guerre ne put se rendre directement de Suez à Colombo et fit escale à Aden afin de s'approvisionner en charbon et en eau.
Le 29 janvier 1898, le Navarin rattrapa le Grand Sissoï et ils continuèrent le voyage ensemble.
Pendant les cinq jours d'escale à Colombo, le Navarin reconstitua sa réserve d'eau, les marins assoiffés par les grandes chaleurs régnant dans cette partie du globe, purent enfin se désaltérer. Le cuirassé n'était pas équipé pour la navigation dans ce climat chaud et la température dans les compartiments de l'artillerie atteignait parfois les 42°.
Le 3 février 1898, le Navarin et le Grand Sissoï quittèrent Colombo en compagnie de deux croiseurs allemands. Ils mirent le cap sur Penang et se séparèrent dans le détroit de Malacca : les Allemands se dirigèrent vers Singapour, les Russes vers Penang où ils firent le plein de charbon.
Le 15 février 1898, venant de Penang, le Navarin et le Grand Sissoï accostèrent à Singapour pour une journée. Le croiseur blindé Amiral Nakhimov rejoignit tôt dans la matinée les deux cuirassés russes.

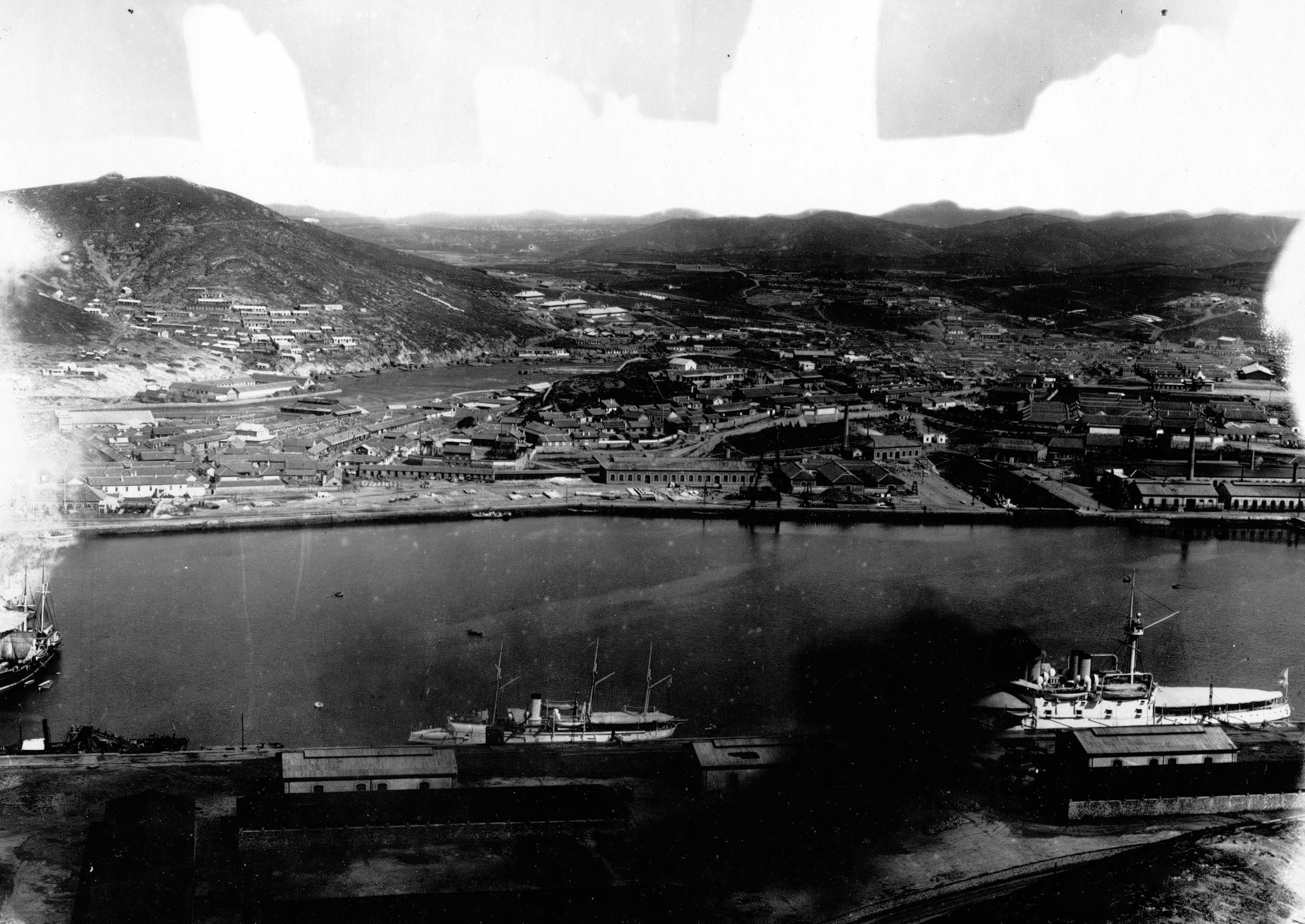
Le cuirassé Navarin et la canonnière Bobr à Port-Arthur

Après quelques jours passés à Hong Kong, le Navarin prit la route pour sa destination finale : Port-Arthur. Début avril 1898, le cuirassé rejoignit la flotte du Pacifique composée de croiseurs, de canonnières, des destroyers. Port-Arthur étant mal équipé pour recevoir une telle flotte et les navires se rendirent donc dans les ports de Vladivostok et de Nagasaki.
Le Navarin et d'autres navires stationnèrent dans divers ports d'Extrême-Orient, mais le soulèvement des Boxers en 1899 vint perturber cet état de choses. La même année, un certain nombre d'officiers ainsi que trois marins furent victimes de maux gastro-intestinaux et, le 26 août 1899, la majorité des patients furent transférés à l'hôpital de Nagasaki où, le 4 septembre 1899, le mécanicien Grigoriev décéda des suites de cette maladie. Le reste des malades purent guérir. Cette maladie toucha seulement les personnes qui eurent accès à la nourriture des officiers, le capitaine de 1er rang Lenitch parla d'un empoisonnement des aliments.
Les officiers ayant retrouvé la santé, le Navarin quitta Nagasaki pour Puzan, puis Vladivostok.
Le 28 mai 1900, le Navarin placé sous le commandement de l'amiral V.G Veselago prit part au transport du corps expéditionnaire qui débarqua à Taku afin de mener la répression contre les Boxers.
Le 13 janvier 1901, le Navarin reçut une invitation du croiseur allemand Berlin : les officiers et membres d'équipage du cuirassé russe furent invités à prendre part dans les prochains jours à l'anniversaire du Kaiser Guillaume, mais quelques heures plus tard le HMS Bonaventure apprit le décès de la reine Victoria. Afin d'observer une certaine décence entre les deux événements, ces derniers seront salués de deux façons différentes. Les commandants des navires étrangers et du Navarin trouvèrent une solution originale. Après le levé du drapeau de Saint-André (pavillon naval de la Marine impériale de Russie), le drapeau britannique fut hissé sur le HMS Bonaventure et un agent officiel porteur d'un message de sympathie fut envoyé sur le bâtiment de guerre anglais. Un quart d'heure avant midi, le drapeau britannique fut baissé et le drapeau de Saint-André fut hissé. À midi, le pavillon allemand fut hissé sur le mât du croiseur germanique décoré de multiples petits drapeaux et vingt-et-une salves de canons saluèrent l'anniversaire du Kaiser. Puis les drapeaux furent baissés sur chaque navire. Alors, le pavillon britannique fut hissé de nouveau sur le mât du HMS Bonaventure et 81 coups de canons furent tirés, symbolisant les 81 années de vie de la reine Victoria. Le 16 janvier 1902, l'avènement d'Édouard VII du Royaume-Uni sur le trône britannique fut également salué.
À la fin de 1901, l'escadron du Pacifique fut enrichi par l'arrivée d'un certain nombre de navires, comme le Retvizan et le Slava. Le Navarin quitta ensuite Port-Arthur afin de procéder à des révisions sur le cuirassé, le 12 décembre 1902, et mit le cap sur Libau.

#### Guerre russo-japonaise
Le 13 juin 1904, le Navarin fut inclus dans la 3e brigade blindée placée sous le commandement du contre-amiral Dmitri Gustavovitch von Fölkersahm. Ce groupe de bâtiments de guerre comprenait le cuirassé Osliabia (navire amiral), le Grand Sissoï, le croiseur Amiral Nakhimov. Le 2 octobre 1904, après avoir reconstitué son stock de charbon à Libau, le Navarin quitta la Russie. 
Le Navarin fut placé sous le commandement du capitaine de 1er rang, le baron Bruno von Vietinghoff (1849-1905). Le 27 mai 1905, le Navarin arriva au détroit de Tsushima. Malgré le décès du contre-amiral von Fölkersahm le 11 mai 1905, le pavillon du contre-amiral continua à flotter sur l’Osliabia. La nouvelle de la mort du contre-amiral ne fut pas révélée aux membres d'équipage de l'escadron.
Ce 27 mai 1905, à 7 h le matin, dans un brouillard épais le Navarin distingua l’Idzumi. Le bâtiment de guerre russe n'ouvrit pas le feu, car une trop longue distance le séparait du croiseur japonais. En outre, l’Idzumi se fondait par sa couleur grise dans la brume et les vagues de même couleur. On jugea donc sur le cuirassé qu'un tir serait trop faible pour endommager le navire japonais. Les navires continuèrent leur chemin dans le détroit de Tsushima. Vers 13 h, la flotte impériale de Russie rencontra les forces navales japonaises commandées par l'amiral Togo.
Selon le témoignage du signaleur I. Sedov, le Navarin fut atteint par un obus de 305 mm à bâbord dès le début de la bataille de Tsushima. Quelque temps plus tard, le cuirassé tenta de protéger Le Kniaz Souvorov gravement endommagé par des tirs ennemis, le cuirassé fut atteint de deux projectiles à la poupe. Vietinghoff fut grièvement blessé aux jambes et à l'abdomen, le capitaine de 1er rang sera englouti avec son navire.
Dans l'impossibilité de suivre le sillage des autres navires de la flotte russe, le Navarin s'immobilisa. Seul, le bâtiment de guerre était une proie facile pour les torpilleurs ennemis. Le danger ne tarda pas à se présenter : le cuirassé fut attaqué. Vers 22 h, une torpille toucha le Navarin à bâbord ; durant quatre heures, les marins luttèrent contre l'eau qui envahissait le cuirassé. Peu après, il fut une nouvelle fois torpillé à bâbord, se retourna et sombra. Une partie de l'équipage survécut : à 7 heures le matin, trente marins étaient encore en vie, mais ils furent engloutis par les flots l'un après l'autre, à l'exception de trois d'entre eux : le signaleur I. Sedov, le commandant des pompiers P. Derkach et S. Kouzmine. Ivan Sedov sera secouru par un navire japonais et sera transféré à Sasebo à bord du croiseur Kasuga. Quant à P. Derkach et S. Kouzmine, ils seront secourus par un navire à vapeur britannique.
Selon le témoignage de I. Sedov, les Japonais causèrent la noyade des trente malheureux marins russes.

## Liste des officiers décédés lors du naufrage duNavarin
- Le capitaine commandant de 1er rang, le baron Bruno von Vietinghoff
- Capitaine de 2e Rang Vladimimir Nikolaïevitch Dourkine
- 3e Agent vérificateur Pavel A.Makalinsky
- Mouilleur de mines lieutenant Sergueï Petrovitch Ogar
- Mouilleur de mines officier 2e adjudant Alphonse Arturovitch Dombrovsky
- Lieutenant officier Konstantin M. Izmaïlov
- Lieutenant d'artillerie  Alexandre Alexandrovitch Grau
- Lieutenant d'artillerie Witold I. Podgórski
- Officier de navigation, le lieutenant Georges M. Rklitsky
- Adjudant officier de navigation Leonid Nikolaïevitch Makarov
- Lieutenant-chef Piotr A. Poukhov
- Adjudant-chef Valerian S. Kniazev
- Adjudant-chef Georges V. Lemichevsky
- Adjudant 2e officier de quart  Alexandre Alexandrovitch ?
- 2e Adjudant Boris Nikolaïevitch Sytenko
- Officier de quart adjudant Anatoly Alexandrovitch Verkhovtsev
- Officier de quart 2e adjudant Arsenii K. Lehmann
- Officier de quart au pavillon de Marine Alexandre L. Epifanov
- Officier mécanicien lieutenant K.I.M. Vladimir Ivanovitch Melnykov
- Major capitaine ingénieur K.I.M. Dmitri Borissovitch Smirnov
- Mécanicien adjoint du navire Konstantin Andreïevitch Berson
- Mécanicien adjoint du navire Alexandre Nikolaïevitch Mikhaïlov
- Mécanicien du navire. Feodor P. Baransky
- Médecin conseiller Konstantin Nikolaïevitch Kretchounesko
- Adjoint au médecin du navire Albert G. Arronet
- Aumônier du Navarin le prêtre hiéromoine Père Kirion[3]

## Commandants duNavarin
- Piotr Alexeïevitch Bezobrazov
- B.K. de Livron
- Pavel Petrovitch Andreïev
- Ienicha
- V.G Veselago
- Bruno de Vietinghoff

## Sources et bibliographie
- V.V Arbuzov : Battleship « Navarin »
- M.A Bogdanov : Navarin (article de la revue Gangut no 4)
- S.V Suliga : Navires de guerre russo-japonais de 1904-1905 1re partie Marine russe
- A.B. Chirokorad : L'Artillerie des navires de la flotte russe de 1867-1922 Sea Collection no 2 1997